# Sakura Momoko no UkiUki Carnival
Sakura Momoko no UkiUki Carnival (яп. さくらももこのウキウキカーニバル) — видеоигра, разработанная японскими студиями Indies zero и Nintendo Special Planning & Development и изданная Nintendo для портативной игровой консоли Game Boy Advance. Выход игры состоялся 5 июля 2002 года. Игра никогда не выходила за пределами Японии.

## Игровой процесс
Sakura Momoko no UkiUki Carnival — игра в жанре симулятора жизни, по сюжету которой жители деревни Колортаун готовятся к грандиозному карнавалу. Игрок может выбрать пол своего персонажа. Главный герой игры состоит в карнавальном комитете, и цель игрока — пригласить на праздник как можно больше людей, а также получить звёзды от всех богов-хранителей, которые проживают в деревне.
Игроку также необходимо решать различные головоломки, для решения которых игроку необходимо пройтись и поговорить с жителями, а также использовать КПК, в котором игрок получает доступ к интернет-симуляции, в которой он может просматривать внутриигровые веб-сайты, электронную почту, чаты и поисковые системы для поиска подсказок по решению головоломок.